# DHW Antwerpen
Ne pas confondre avec le HV Uilenspiegel Wilrijk, le KV Sasja HC Hoboken, le HC't Noorden ou encore l'Olse Merksem HC, quatre autres clubs anversois de handball.
Maillots
Le DHW Antwerpen  est un club belge de handball féminin, situé a Anvers. Le club évolue actuellement en première division nationale.

## Histoire

### KV Sasja HC

#### Création
En 1933, le célèbre club omnisports anversois du Beerschot AC, décide de fonder une section handball qu'ils appelleront Handbal Beerschot ou HB Beerschot, cette section fut porteuse du matricule 041.
En 1958 deux des athlètes de la section athlétisme, Sus Weyn et Stan Crab décidèrent de s'investir pour la section handball au point qu'elle se retrouva indépendante.
Les deux athlètes étant membres de la jeunesse anversoise de la FGTB renommèrent le club, le KV Sasja HC, Sasja voulant signifier Sport Afdelingen Syndicale Jeugd Antwerpen.
Par la suite, le nom Hoboken de KV Sasja HC Hoboken est venu s'y rajouter pour spécifier l'endroit d'Anvers où évolue désormais le club.

#### Les années 1960: De la montée au titre
Le début des années 1960 fut pour le KV Sasja HC Hoboken, synonyme d'apparition en division 1 et d'y évoluer avec les meilleures formations du pays alors que la seconde partie de la décennie fut synonyme par le club de la métropole de titres.
En effet, après s'être hissé en 1960 de la deuxième division à la première division, le club subit comme le reste des formations du pays, la domination des Liégeois du OC Flémallois jusqu'en 1965 où, bien que restant cependant un concurrent pour le titre, d'autres clubs se montrèrent et parvinrent à remporter divers titres, comme le CH Schaerbeek Brussels, le Progrès HC Seraing, le HC Inter Herstal, l'Avia Woluwe, le Sparta Aalst mais aussi le KV Sasja HC Hoboken.
Le KV Sasja qui en 1967 réussit à se qualifier en finale de la Coupe de Belgique mais fut défait par le HC Inter Herstal, 21 à 17, club de division 2.
La saison 1966-1967 se solda par une deuxième place derrière le Progrès HC Seraing.
La saison 1967-1968 fut très serrée, les clubs du KV Sasja HC Hoboken et du ROC Flémallois étant en lice pour le titre jusqu’à la dernière journée où les deux équipes se sont affrontées, le Sasja remportant son premier titre après une victoire 20 à 7.

#### Les années 1970: Nouveaux sacres et Coupe d'Europe
La décennie débute plutôt bien pour le club de la métropole qui remporte lors de la saison 1970-1971, sa toute première Coupe de Belgique, un trophée que le KV Sasja HC Hoboken décrocha 17 à 13 face au HC Renaissance Montegnée, club de division 2 alors que cette même saison, du côté du Championnat, le KV Sasja HC a encore toutes ses chances pour le titre puisqu'après avoir battu la redoutable formation du SK Avanti Lebbeke, 7 à 13 lors d'une rencontre au sommet du handball flandrien puisque le match fut diffusé en direct sur la BRT, une première pour le handball belge mais ce fut sans compter le handball liégeois puisque les Anversois chutent face au HC Inter Herstal lors de la dernière journée, une rencontre où l'arbitrage fut contesté et où l'on retiendra que Sus Weyn, l'emblématique joueur et fondateur du KV Sasja HC Hoboken, jeta le sifflet de l'arbitre dans la prairie avoisinante.
La saison 1972-1973, fut également à marquer d'une croix pour le club de la métropole puisque le KVS a remporté sa deuxième Coupe de Belgique à Charleroi, face aux flandriens du SK Avanti Lebbeke dans un match très intense, se ponctuant sur le score de 22 à 21.
Les deux saisons qui suivirent se soldèrent par un deuxième et un troisième sacres de Champion de Belgique. Ces titres furent synonyme de parcours européen en Coupe des clubs champions lors de la saison 1974-1975, où le club se qualifie au deuxième tour en remportant ses deux rencontres face aux luxembourgeois du HB Eschois Fola sur un total de 22 à 28 (11-16 et 11-12) mais au tour suivant les Anversois doivent affronter la formation est-allemande du ASKV Francfort/Oder, soit une grosse écurie dans le paysage handballistique européen, une formation qui lamina les Belges sur un total de 28 à 61 (19-25,9-36), et également lors de la 1975-1976 où après avoir laminé les britanniques du HC Birkenhead sur un total de 17 à 47 (7-18 et 10-29), le KV Sasja se fait éliminer par les finlandais du Sparta Helsinki sur un total de 37 à 21 (7-18 et 16-15).
La saison 1976-1977 fut entachée par l'affaire Sasja-JS Herstal, une affaire où le KVS remit en cause l'arbitrage de ce match qui se déroula en octobre 1976 et qui se termina sur un score de 13 à 10. Le club déposa une plainte, qui sera tout d'abord rejetée puis examinée auprès de la fédération, qui décida de faire rejouer le match, une rencontre que Sasja perdit, finissant deuxième du classement à un point derrière le Progrès HC Seraing.
Mais cette saison ne fut pas totalement ratée, puisque Sasja remporta sa troisième Coupe de Belgique, remportée 12 à 10 au détriment du HC Duffel. Grâce à ce titre, les Anversois participent à la Coupe des coupes où ils se font directement évincer de la compétition par le ZMC Amicitia Zürich sur un total de 41 à 28 (23-12 et 18-16).

#### Les années 1980 et 1990: Bons débuts, puis dominations des limbourgeois
Les années 1980 débutèrent plutôt bien pour le Sasja qui réussit tout d'abord à se hisser en finale de la Coupe de Belgique mais se font défaire 27 à 24 par le Sporting Neerpelt, également champion de Belgique ce qui permit au Sasja d'entreprendre une nouvelle campagne européenne où ils se font éliminer par les Danois du Helsingør HF sur un total de 39 à 62 (23-30 et 16-32) lors du premier tour de la Coupe des coupes.
Par après le KVS concrétisa les choses puisqu'il remporta sa quatrième et sa cinquième Coupe de Belgique et se qualifia deux nouvelles fois pour la Coupe des coupes mais ne parvient toujours pas à passer le premier tour puisque le club se fit éliminer par le club suisse du BSV Berne sur un total de 47 à 35 (20-22 et 27-13) et par le club danois du KFUM Fredericia sur un total de 30 à 47 (14-23 et 16-24) respectivement lors des saisons 1981-1982 et 1982-1983.
Par la suite, le KV Sasja HC Hoboken, bien que faisant partie des favoris aux sacres nationaux, subit surtout la domination des clubs limbourgeois du Sporting Neerpelt ainsi que de l'Initia HC Hasselt, les seuls grands exploits du club lors de cette décennie furent deux arrivées en finale en 1984 face à l'Initia HC Hasselt où le club perd sur un score important de 27 à 12 et en 1987 où face au Sporting Neerpelt, Sasja perd 21 à 19 dans une rencontre où Joseph Delpire inscrit dix goals.
Ces deux finales eurent comme particularité d'être remportées par le Champion de Belgique, ce qui signifia que le KV Sasja HC Hoboken se qualifia pour la Coupe des coupes lors des saisons 1984-1985 et 1987-1988 où le club se fait respectivement éliminer par les tchécoslovaques du ČH Bratislava sur un total de 30 à 20 (15-11 et 15-9) lors du premier tour et par les danois du Holte IF lors du deuxième tour sur un total de 39 à 26 (23-9 et 16-17), après avoir éliminé le club féroïen du Kyndil Tórshavn, 29 à 37 (14-19 et 15-18).
Vers la fin des années 1980 et 90, les résultats du clubs ne suivent pas, la direction nomme comme entraîneur Ariel Jacobs pour ramener de la fraîcheur mais c'est encore pire puisqu'alors que le club est à deux doigts de se faire reléguer lors de la saison 1998-1999, il se retrouve en très mauvaise posture lors de la saison suivante, occupant la toute dernière place.
Après un peu moins de 40 ans au sein de l'élite du handball belge, les verts et rouges allaient être relégués, c'est sans compter que le président Paul De Loose trouva une alternative pour maintenir ses couleurs en division 1, il racheta le matricule 191 du club limbourgeois du HC Kiewit, pensionnaire de D1 et va revendre le matricule du club, le 041 à la section féminine du Sasja qui prit donc son indépendance et changea son nom en SD Antwerpen (Sasja Dames Antwerpen), puis en DHW Antwerpen (Dames Hoboken Wilrijk Antwerpen) lors de la fusion avec la section féminine du HV Uilenspiegel Wilrijk en 2004 et par conséquent depuis 1999, le club évolue sans sections féminines et sous le matricule 191.
Lors de la saison 1999-2000, le club prit le nom de HVKS (Hans Verkerk Keukens Sasja) mais il reprit son nom d'origine la saison suivante, c'est-à-dire KV Sasja HC Hoboken.

### DHW Antwerepen

#### Création
| Saison    | Division 1 | Coupe de Belgique | Europe       |
| --------- | ---------- | ----------------- | ------------ |
| 2004-2005 | 1          | ?                 | -            |
| 2005-2006 | ?          | V                 | EHF:2e tour  |
| 2006-2007 | ?          | ?                 | CWC:2e tour  |
| 2007-2008 | ?          | ?                 | -            |
| 2008-2009 | 2          | ?                 | -            |
| 2009-2010 | 6          | ?                 | EHF:1er tour |
| 2010-2011 | 1          | Finaliste         | -            |
| 2011-2012 | 5          | ?                 | EHF:3e tour  |
| 2012-2013 | 1          | 1/2 Finaliste     | -            |
| 2013-2014 | .          |                   |              |

1. ↑  EHF=coupe EHF; CC=coupe Challenge

.

## Palmarès
Le tableau suivant récapitule les performances du Dames Hoboken Club Antwerpen dans les diveres compétitions belges et européennes.
| Compétitions internationales                                                                                               | Compétitions nationales                                                                               |
| - coupe des coupes - Deuxième tour préliminaire: 2006-2007, 2007-2008 - coupe EHF - Troisième tour préliminaire: 2012-2013 | - Division 1 (3) - Premier : 2004-2005, 2010-2011, 2012-2013 - coupe de Belgique (1) - Premier : 2006 |

## Trophées individuels
Trophées individuels des joueuses du Dames Hoboken Wilrijk Antwerpen
| Handballeuse de l'année |
| - 2009 Svane Goossens   |

| Meilleur Buteuse de l'année |
| - 2008-2009 Svane Goossens  |

## Joueuses Mythique
- Svane Goossens